# Rzeszowski Obszar Metropolitalny

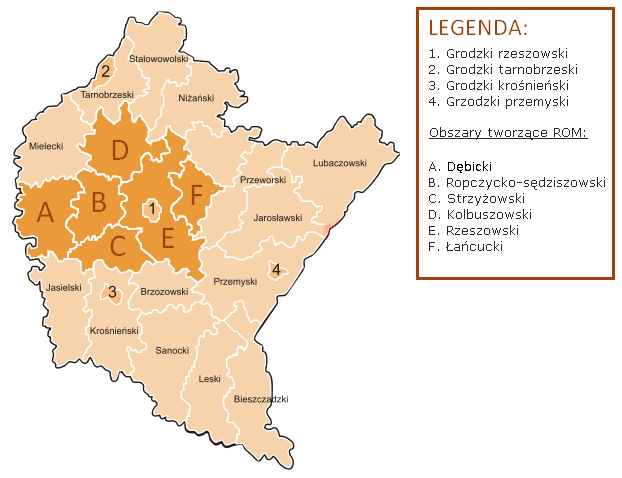
Obszar ROM zaproponowany przez NPR.

Rzeszowski Obszar Metropolitalny – obszar metropolitalny w Polsce, w województwie podkarpackim obejmujący miasto Rzeszów, oraz 6 okolicznych powiatów: rzeszowski, łańcucki, strzyżowski, ropczycko-sędziszowski, kolbuszowski, oraz dębicki. Koncepcja takiego obszaru została zaproponowana w przez ówczesny Narodowy Plan Rozwoju, jednakże taka propozycja została odrzucona przez rząd. Władze miasta, oraz województwa chciały podtrzymać taką koncepcję, lecz nieskutecznie. Obecnie obszar ROM dalej jest jedynie w planach. Biorąc pod uwagę przystąpienie Rzeszowa do Unii Metropolii Polskich, urzędnicy miejscy uważają, że powstanie takiej koncepcji ROM jest bardzo realne. Fundusz Europejski zaoferował pomoc w ewentualnym procesie utworzenia takiej metropolii.